# Big Air Freestyle
Big Air Freestyle é um Jogo de videogame do gênero de corrida desenvolvido pela Paradigm Entertainment e publicado pela Infogrames, sendo lançado em 24 de setembro de 2002 na América do Norte, 8 de novembro de 2002 na região PAL e em 15 de novembro de 2002 na Austrália exclusivamente para o Nintendo GameCube, console da empresa japonesa Nintendo. O jogo pode ser jogado em single player ou em multijogador.